# Ronald Wayne
Ronald Wayne (ur. 17 maja 1934 w Cleveland, Stany Zjednoczone) – amerykański przedsiębiorca, wymieniany często jako jeden z trzech założycieli firmy Apple Inc.
Obok Steve'a Wozniaka i Steve'a Jobsa był jednym z członków założycieli Apple Computer Inc. Jobs i Wozniak mieli po 45% udziałów, a Wayne 10%. Dzięki temu jego głos mógł rozstrzygać ewentualne spory między głównymi wspólnikami.
Wymyślił pierwsze graficzne logo firmy przedstawiające Newtona siedzącego pod jabłonią, od którego pochodzi dzisiejsze logo przedstawiające ugryzione jabłko. Napisał instrukcję obsługi do pierwszego ich komputera, Apple I. Jest także autorem umowy partnerskiej założycieli Apple. Zaledwie po dwóch tygodniach sprzedał swoje 10% udziałów w spółce za sumę $800. Sześć lat później, w 1982 roku, jego sprzedane udziały były warte 1,5 miliarda dolarów, a w 2009 roku prawie 15,6 mld euro. Powodem jego decyzji była obawa, że firma wpadnie w kłopoty finansowe, a utworzona przez nich razem spółka cywilna może pochłonąć jego aktywa i wpędzić w długi, ponieważ wspólnicy odpowiadali za przedsiębiorstwo całym swoim majątkiem osobistym.